# Jezioro Gałęziste
Jezioro Gałęziste – jedno z czterech typowych jezior (oprócz jezior Samle Wielkie, Samle Małe i Przetaczek) na terenie Wigierskiego Parku Narodowego. Powierzchnia jeziora wynosi 3,9 ha. Z jeziora wypływa niewielka rzeczka Samlanka, która wpływa do Jeziora Pierty.